# Staurastrum mamillatum
Staurastrum mamillatum là một loài Song tinh tảo trong họ Desmidiaceae, thuộc chi Staurastrum.